# Gorges (Loire-Atlantique)
Gorges település Franciaországban, Loire-Atlantique megyében. Lakosainak száma 5090 fő (2022. január 1.). Gorges Clisson, Monnières, Mouzillon, Le Pallet, Saint-Hilaire-de-Clisson és Saint-Lumine-de-Clisson községekkel határos.

## Népesség
A település népességének változása:
| Lakosok száma | 1701 | 2379 | 2603 | 3420 | 4429 | 4495 | 4658 | 4851 | 4950 | 5090 |
|               | 1968 | 1982 | 1990 | 2006 | 2013 | 2015 | 2017 | 2019 | 2020 | 2022 |